# (18610) Arthurdent
(18610) Arthurdent (1998 CC2) – planetoida z pasa głównego asteroid okrążająca Słońce w ciągu 4,07 lat w średniej odległości 2,55 j.a. Odkryta 7 lutego 1998 roku przez Felixa Hormutha. Jej nazwa pochodzi od Arthura Denta, głównego bohatera cyklu Autostopem przez Galaktykę, napisanego przez Douglasa Adamsa.